# Frankenweenie (2012)
Frankenweenie is een Amerikaanse zwart-witte stop-motionanimatiefilm uit 2012 in een regie van Tim Burton. De film is een remake van de gelijknamige kortfilm uit 1984 en een parodie op en hommage aan Frankenstein.
De film werd uitgebracht door Walt Disney Pictures op 5 oktober 2012. Het is de eerste zwart-witfilm uitgebracht in IMAX 3D.

## Verhaal
Victor Frankenstein is een twaalfjarige jongen. Hij woont met zijn ouders en hond Sparky in het rustige stadje New Holland. Victor heeft geen vrienden en maakt korte filmpjes waar Sparky de hoofdrol in speelt. Op een dag beslist zijn vader om Victor in te schrijven bij een honkbalteam zodat hij vrienden maakt. Tijdens een match holt Sparky achter een bal aan die op straat belandt. Daar wordt hij overreden door een auto en sterft.
Victor krijgt niet veel later een nieuwe leraar voor wetenschappen: de wat excentrieke meneer Rzykruski. Hij richt weldra een wetenschapsweek in waar elke leerling een zelfgekozen proef moet uitvoeren. Tijdens een van de lessen toont Rsykruski aan dat de spieren van dode kikkers reageren op elektriciteit. Dit inspireert Victor. 's Nachts gaat hij naar het kerkhof om Sparky op te graven. Op zolder maakt hij een laboratorium waar hij Sparky tot leven wekt met een blikseminslag.
Victor tracht Sparky verborgen te houden, maar Sparky ontsnapt van zolder wanneer een kat aan het zolderraam zit. Sparky loopt door de stad waar hij wordt herkend door Edgar Gore, een klasgenoot van Victor. Hij chanteert daarop Victor. Samen reanimeren ze een dode vis. Tijdens het experiment loopt er iets mis, waardoor de vis onzichtbaar is. Edgar verklapt dit aan enkele andere klasgenoten. Zij komen op het idee om hun reeds gestorven dieren op te graven en te reanimeren. Zo hopen ze te winnen met de wetenschapsweek.
Ook Victors ouders vinden Sparky op zolder. Ze schrikken zo hard dat Sparky wegrent. Terwijl de familie op zoek is naar de hond breken de andere leerlingen in het huis in en vinden de formule om de doden te reanimeren. Elke leerling doet zijn eigen experiment, maar de dieren worden monsters. Een meisje tracht een vleermuis te reanimeren, maar omdat haar kat, Mister Whiskers, de vleermuis vast heeft, verandert de kat in een kruising tussen een kat en een vleermuis. De rat die Edgar tracht te reanimeren, wordt een weerwolf-rat. Nassor reanimeert zijn hamster Colossus, die een mummie wordt. Toshiaki's schildpad Shelley wordt een Gamera. Bobs zee-apen worden aapachtige monsters.
Ondertussen wordt Sparky gevonden op het kerkhof. Daar ziet Victor dat de monsters de kermis aanvallen. Samen met zijn klasgenoten zoekt hij een oplossing. De zee-apen blijken te ontploffen wanneer ze zout eten. Colossus wordt vertrappeld door Shelley. Shelley en de rat worden geëlektrocuteerd en krijgen hun normale vorm terug. Het nichtje van de burgemeester wordt ontvoerd door Mister Whiskers en naar een windmolen gebracht. De dorpsbewoners geven Sparky de schuld en verjagen hem eveneens naar de windmolen. De molen wordt per ongeluk in brand gestoken door de burgemeester. Victor en Sparky lopen de molen binnen om Elsa te redden. Victor wordt door Mister Whiskers buiten bewustzijn geslagen. Sparky sleurt Victor buiten, maar wordt dan gegrepen door Mister Whiskers en terug in de brandende molen gesleurd. De molen stort in en een balk doorboort het lichaam van Mister Whiskers. Sparky komt vast te zitten en sterft hierdoor.
De brandweer doorzoekt de molen en brengt het lichaam van Sparky naar buiten. De dorpsbewoners beslissen om Sparky nog eens te elektrocuteren met autobatterijen en zo verrijst de hond nogmaals.

## Rolverdeling
| Acteur              | Personage                                                      |
| ------------------- | -------------------------------------------------------------- |
| Charlie Tahan       | Victor Frankenstein                                            |
| Catherine O'Hara    | Susan Frankenstein, sportlerares en twee klasmeisjes           |
| Martin Short        | Edward Frankenstein, Nassor, Toshiaki's ouders en burgemeester |
| Martin Landau       | Mr. Rzykruski                                                  |
| Winona Ryder        | Elsa van Helsing.                                              |
| Atticus Shaffer     | Edgar "E" Gore                                                 |
| Robert Capron       | Bob                                                            |
| Conchata Ferrell    | Bob's moeder                                                   |
| James Hiroyuki Liao | Toshiaki                                                       |
| Tom Kenny           | brandweerman en soldaat                                        |
| Frank Welker        | Sparky Frankenstein                                            |
| Dee Bradley Baker   | Persephone van Halsing, Shelly, Colossus, Mr. Whiskers         |
| Jeff Bennett        | Giant Sea Monkeys                                              |
| Christopher Lee     | Dracula (archief materiaal)                                    |
| Melissa Stribling   | Mina (archief materiaal)                                       |

## Productie
Tim Burton had in 2005 al een overeenkomst met Walt Disney om deze animatiefilm te maken. Het scenario was toen al klaar, maar werd niet goed bevonden en in 2006 herschreven door John August. Net zoals het origineel werd de animatiefilm gemaakt in zwart-wit. Men deed beroep op heel wat mensen die ook aan Corpse Bride hebben gewerkt. Het duurde tot juli 2010 eer men daadwerkelijk aan de film begon.
De film zou in november 2011 uitkomen, maar Disney besloot later om dit te verplaatsen naar 9 maart 2012. Dit werd nogmaals uitgesteld tot 5 oktober 2012 vanwege de lancering van John Carter of Mars. Uiteindelijk werd de film het eerst vertoond op 20 september 2012.
Burton was ook de regisseur van de oorspronkelijke kortfilm uit 1984 in samenwerking met Disney. Na afwerking van de film was Disney van mening dat de film te beangstigend was en kwam deze, op uitzondering van Verenigd Koninkrijk, niet uit in de bioscoop.